# مورنوم
مورنوم (به انگلیسی: Myrnam) یک منطقهٔ مسکونی در کانادا است که در آلبرتا واقع شده‌است. مورنوم ۳۳۹ نفر جمعیت دارد و ۶۰۵ متر بالاتر از سطح دریا واقع شده‌است.